# Szén-szuboxid
A szén-szuboxid vagy trikarbon-dioxid a szén egyik oxidja. Kellemetlen szagú gáz (op. -112,5 °C, fp 6,7 °C). -78 °C-ig stabil. Szobahőmérsékleten sárga színű szilárd anyaggá polimerizálódik. 100 °C felett rubinvörös, 400 °C fölött ibolyaszínű lesz a szilárd polimer, 500 °C fölött szénkiválással bomlik.
A malonsav-anhidrid anhidridjének, vagyis a malonsav második anhidridjének tekinthető.

## Előállítás
- Malonsav dehidratálásával, P4O10 fölött, 140 °C-on
- bisz-(trimetil-szilil)-malonát (CH2(CO2SiMe3)2) hőbontásával.

## Felhasználás
A szén-szuboxidot malonátok előállítására használják, továbbá segédanyagként a szőrmék festhetőségének javítására.

## Fordítás
Ez a szócikk részben vagy egészben  a   Carbon_suboxide című angol Wikipédia-szócikk fordításán alapul.  Az eredeti cikk szerkesztőit annak laptörténete sorolja fel. Ez a jelzés csupán a megfogalmazás eredetét és a szerzői jogokat jelzi, nem szolgál a cikkben szereplő információk forrásmegjelöléseként.